# Urtica morifolia
Urtica morifolia — вид рослин з родини Кропивні (Urticaceae), ендемік Мадейри та Канарських островів.

## Опис
Зростає як напівчагарник і досягає висоти 40–100 см. Стебло дерев'янисте біля основи і з жалким щетинистим волоссям. Протилежно розташовані довгочерешкові листки від 5 до 10 см завдовжки і шириною від 3 до 7 см, від яйцеподібної до яйцеподібно-ланцетної форми, а основа від серцеподібної до трохи серцеподібної; краї листків зубчасті. Прилистки довжиною від 4 до 6 мм, розташовані у вузлах.
Малі одностатеві волоті розташовані на досить довгих стовбурах. Жіночі суцвіття завжди коротші за листя і зазвичай розміщені у нижній частині стебла. Чоловічі суцвіття такої ж довжини як листя або довші й розміщені у верхній частині. Період цвітіння: квітень — липень.

## Поширення
Ендемік Мадейри (о. Мадейра) та Канарських островів (Гран-Канарія, Гомера, Ієрро, Ла Пальма, Тенерифе); натуралізований на Азорських островах.